# 宇都木秀次郎
宇津木 秀次郎（うつぎ ひでじろう、生年不明 - 1943年〈昭和18年〉8月4日）は、日本の海軍軍人（海兵52期卒）。太平洋戦争において伊号第一七八潜水艦長として戦死。戦死による一階級昇進で最終階級は海軍大佐。

## 略歴
- 1920年（大正9年）3月31日 - （旧制）栃木県立栃木中学校卒業
- 1924年（大正13年）7月24日 - 海軍兵学校（52期）卒業
- 1925年（大正14年）12月1日 - 海軍少尉に任官
- 1941年（昭和16年）4月28日 - 「伊号第一二二潜水艦」長
- 1942年（昭和17年）
  - 2月28日 - 「伊号第五潜水艦」長
  - 11月25日 - 「伊号第一七八潜水艦」艤装員長
  - 12月26日 - 「伊号第一七八潜水艦」長
- 1943年（昭和18年）
  - 6月1日 - 海軍中佐
  - 6月4日 - 豪州方面での作戦のためトラック諸島を出撃後、消息不明。
  - 6月17日 - 豪爆撃機の空爆を受け「伊号第一七八潜水艦」は撃沈された。
  - 8月4日 - 戦死認定、海軍大佐に特進。